# Hey Jude
〈Hey Jude〉는 폴 매카트니가 작곡하고 레논-매카트니 명의로 발표된 영국의 록 밴드 비틀즈의 노래다. 존 레논은 그 당시 신시아 레논과 이혼하고 일본인 오노 요코와 재혼을 했다. 신시아와 레논의 아들 줄리언 레논을 불쌍하게 여긴 매카트니는 줄리언을 위해 이 곡을 작곡했다. 그래서 원래 곡의 이름은 줄리안의 애칭인 Julie, 즉 〈Hey Julie〉였다. 〈Hey Jude〉의 도입부에 나타난 버스-브리지는 매카트니의 보컬과 피아노 반주가 결합되어 있다. 곡이 진행됨에 따라 갖가지 악기가 추가된다. 네 번째 구절 이후로는 페이드아웃 코다로 전향하여 4분간 지속된다.
〈Hey Jude〉는 처음 애플 레코드 레이블을 달고 1968년 8월 출시되었다. 7분을 넘기는 곡의 재생시간 덕에 당시 영국 차트 정상에 오른 곡 중 가장 긴 재생시간을 보유한 것으로 기록되었다. 또한 미국에서는 어떤 비틀즈 싱글도 뛰어넘지 못한, 9주 동안 정상에 머무르는 대업을 이룩한다. 〈Hey Jude〉는 당시 영국 차트에서 가장 오래 머무른 싱글이었다. 이 싱글은 거의 8백만 장이 팔려나갔으며 평론가가 선정한 역대 최고 노래 목록에 단골로 등장한다. 2013년, 빌보드는 역대 가장 위대한 곡에 10위로 곡을 선정했다.

## 영감과 작사·작곡
1968년 5월, 존 레논과 그의 아내 신시아 레논은 오노 요코와 존의 외도로 별거한다. 다음 달, 폴 매카트니는 웨이브리지 켄우드에 위치한 신시아와 존의 아들 줄리언 방문을 위해 차에 올랐다. 신시아는 밴드가 1963년 명성을 높여가기 시작할 때부터 비틀즈 사교계의 일원이었다. 매카트니는 그녀가 "좀 너무하다 싶을 정도로 그들로부터 따돌림 당했으며 삶에서 제외되었다"고 뒷날 털어놓았다. 신시아는 매카트니의 깜짝 방문을 이렇게 회상한다. "우리의 안녕을 기원하는 그의 진실된 염려는 제 마음에 와 닿았습니다. ...  그는 'Hey Jude'를 차를 운전하는 여행길 동안 작곡했죠. 우리를 위해 와준 폴의 그 신사다운 배려와 염려를 절대 잊을 않을 겁니다."

저는 〈Hey Jules〉 아이디어를 줄리언에 대한 얘기로 시작했습니다. 나쁘게 받아들이지 마렴, 슬픈 곡을 가져와 더 좋은 식으로 바꾸어 보자. 이봐, 이 문제와 한 번 맞닥뜨려 보는 거야. 이것이 그에게 힘든 일이라는 것을 알고 있었습니다. 저는 이혼 중의 그 아이에게 언제나 미안함을 가지고 있었어요...

폴 매카트니가 곡의 대부분을 만들었다. 그는 존과 신시아 레논이 헤어진 뒤 그의 아들 줄리언을 염두에 두고 이 노래를 작곡했다. "그 가족의 친구로서 그들에게 다 잘될 거라고 말해주려고 차를 타고 웨이브리지에 있는 존의 집에 갔던 것 같습니다." "한 시간쯤 운전했어요. (운전할 때면) 저는 항상 라디오를 쓰고 노래를 만들어보곤 했죠. 혹시 모르니까요."라고 매카트니는 회상한다. 부모의 이혼으로 스트레스를 겪는 줄리언을 위로하기 위해 매카트니는 〈Hey Julie〉라는 제목을 처음 붙였다.
《롤링 스톤》지와의 인터뷰 도중 매카트니는 운전할 때 이 곡이 어떻게 떠올랐는지 설명했다. "저는 노래를 부르기 시작했어요. '줄스야, 나쁘게만 보진 마.' 줄리언에게 전하는 낙관적이고 희망적인 메시지였죠." 그는 "주드가 더 나은 이름이라는 생각"에서 줄스에서 주드로 바꿨다. 여기서 주드는 그가 좋아한 뮤지컬 《오클라호마!》의 등장인물 이름 저드(Jud)에서 가져왔다. 매카트니는 자신이 생각한 구조대로 곡을 네 부분으로 나눴다.

음악 저널리스트 크리스 헌트에 따르면, 곡을 지은 뒤로 일주일이 지나고 매카트니는 "자신의 최신 작품을 너무 정중해서 거부할 사람에게 시험했다. 그말인 즉 모두에게나" 6월 30일, 요크셔에서 블랙 마이크 밀스 밴드의 반주로 자신의 곡 〈Thingumybob〉을 녹음한 뒤 매카트니는 베드포드셔의 한 마을에 멈춰서 〈Hey Jude〉를 동네 펍에서 공연한다. 또한 런던에서 더 본조 독 밴드의 멤버들과 그들의 싱글 〈I'm the Urban Spaceman〉의 프로듀싱을 위해 와 있을 때 〈Hey Jude〉로 그들을 즐겁게 해 주었다. 당시 더 배론 나이트 때문에 녹음 세션에 차질을 빚고 있었다. 비틀즈의 새 레코드 레이블 애플 레코드와 계약해 훗날 배드핑거에서 활동할 론 그리프스는 스튜디오에 발을 내디딘 첫날 매카트니가 "우리에게 'Hey Jude'의 풀 콘서트 연주를 해달라"고 말했다고 밝혔다.

한 번 생각을 해봐요 ... 곧바로 요코의 이미지가 그려질 겁니다. 그는 이렇게 말하죠. "이봐, 주드 – 이봐, 존" 저도 제 자신이 과대 해석하는 팬 무리처럼 들리는 것 압니다만, 당신도 이 곡이 저를 향한 것임을 "들을" 수 있어요. ... 그는 잠재적으로, 나아가라, 나를 내버려 두라고 말합니다. 의식적인 차원에서는 제가 나아가길 원하지 않아요.

매카트니는 레논에게 작품을 소개할 당시에 "당신이 필요한 행동은 당신 어깨에 있어요(the movement you need is on your shoulder)"를 레논이 "멍청한 표현이군. 앵무새같은 소리야"라며 고치려고 했다고 증언했다. 레논은 이렇게 응수했다. "너 진짜 그러기야. 그건 곡에서 최고의 가사라구." 매카트니는 가사를 바꾸지 않고 유지하였다. 폴은 "그 가사는 존을 떠올리게 되요. 가끔 그 부분을 공연하게 되면 조금 감정적이 되죠."라고 말했다. 매카트니가 곡을 줄리언을 위해 썼다고는 하나, 존 레논은 그것이 자신을 향한 곡이라고 생각했다. 1980년 인터뷰에서 레논은 자신이 "곡을 들을 때마다 자신을 향한 것"으로 생각했다면서 어떤 면에서 매카트니가 자신과 요코의 관계를 축복하려는 의도였다고 분석했고, 다른 한편으로 레논의 친구 자리와, 그리고 작곡 파트너십으로서 그를 잃게 된 실망감이 존재한다고 주장했다.
데일리 익스프레스의 주디스 시몬스를 비롯한 다른 이들도 매카트니가 그들에 대해 곡을 썼다고 믿었다. 하지만 레논을 포함한 여러 사람들은 〈Hey Jude〉의 가사에 대해, 매카트니가 제인 애셔와의 장기간 연애에 실패하면서 무의식적인 "본인을 향한 메시지"가 잠재되어 있음을 추측했다. 매카트니와 애셔는 1967년 12월 25일 약혼을 발표했지만, 폴은 1968년 6월부터 린다 이스트먼과 불륜 관계를 시작했다. 같은 달 애플 사와 영화 제의를 위해 런던에 체류하던 미국인 프랜시 슈워츠는 성 존스 우드에 위치한 매카트의 자택에서 그와 동거하게 되었다. 레논이 폴에게 곡이 자신과 오노에 대한 것이 아니냐고 물었을 때 매카트니는 이를 부인하면서 레논에게 자신에 대해 쓴 곡이라고 설명했다.
작가 Mark Hertsgaard는 "곡의 가사 대다수는 강렬한 새 사랑을 찾기 직전의 성인을 직접적으로 가리키는 것 같다. 특히나 가사 '그녀를 찾았으니, 가서 그녀와 사귀어요(you have found her now go and get her)' 그리고 '당신은 함께할 누군가를 기다리고 있어요(you're waiting for someone to perform with.)'에서 현저하다."고 저술한다. 음악 평론가 겸 작가 팀 라일리는 이렇게 적었다. "만약 곡이 어려움에 직면한 자기존중과 자기위안에 대한 것이라면, 보컬 공연 그 자체는 여정을 전달하는 것에 가깝다. 그는 누군가를 위로하기 위해 곡을 부르기 시작하고, 진행됨에 따라 그는 자신의 감정이 곡에 영향을 줌을 발견하고, 마지막으로 반복되는 후렴에서 그는 자신을 믿게 된다."

## 인증
| 국가                                                            | 인증        | 판매량/출하량 |
| --------------------------------------------------------------- | ----------- | ------------- |
| 영국 (BPI)                                                      | 골드        | 400,000       |
| 미국 (RIAA)                                                     | 4× 플래티넘 | 4,000,000^    |
| ^출하량을 기반으로 한 인증 · 판매량+스트리밍을 기반으로 한 인증 |             |               |

## 참고 문헌
- The Beatles (2000). 《The Beatles Anthology》. San Francisco, CA: Chronicle Books. ISBN 978-0-8118-2684-6.
- Carr, Roy; Tyler, Tony (1978). 《The Beatles: An Illustrated Record》. London: Trewin Copplestone Publishing. ISBN 0-450-04170-0.
- Castleman, Harry; Podrazik, Walter J. (1976). 《All Together Now: The First Complete Beatles Discography 1961–1975》. New York, NY: Ballantine Books. ISBN 0-345-25680-8.
- Clayson, Alan (2003). 《Ringo Starr》. London: Sanctuary. ISBN 1-86074-488-5.
- Cross, Craig (2005). 《The Beatles: Day-by-Day, Song-by-Song, Record-by-Record》. Lincoln, NE: iUniverse. ISBN 0-595-34663-4.
- Doggett, Peter (2011). 《You Never Give Me Your Money: The Beatles After the Breakup》. New York, NY: It Books. ISBN 978-0-06-177418-8.
- Emerick, Geoff; Massey, Howard (2006). 《Here, There and Everywhere: My Life Recording the Music of The Beatles》. New York, NY: Gotham Books. ISBN 978-1-59240-269-4.
- Everett, Walter (1999). 《The Beatles as Musicians: Revolver Through the Anthology》. New York, NY: Oxford University Press. ISBN 0-19-509553-7.
- Fletcher, Tony (2016). 《In the Midnight Hour: The Life & Soul of Wilson Pickett》. Oxford University Press. ISBN 978-0-19-025296-0.
- Hertsgaard, Mark (1995). 《A Day in the Life: The Music and Artistry of The Beatles》. New York: Delacorte Press. ISBN 0-385-31377-2.
- Hertsgaard, Mark (1996). 《A Day in the Life: The Music and Artistry of the Beatles》. London: Pan Books. ISBN 0-330-33891-9.
- Leng, Simon (2006). 《While My Guitar Gently Weeps: The Music of George Harrison》. Milwaukee, WI: Hal Leonard. ISBN 978-1-4234-0609-9.
- Lewisohn, Mark (1988). 《The Beatles Recording Sessions》. New York: Harmony Books. ISBN 0-517-57066-1.
- Lowry, Todd (2002). 《Lennon and McCartney Hits: Keyboard Signature Licks》. Hal Leonard. ISBN 0-634-03250-X.
- MacDonald, Ian (1998). 《Revolution in the Head: The Beatles' Records and the Sixties》 1 rev.판. London: Pimlico. ISBN 0-7126-6697-4.
- MacDonald, Ian (2005). 《Revolution in the Head: The Beatles' Records and the Sixties》 Seco Revis판. London: Pimlico (Rand). ISBN 1-84413-828-3.
- Miles, Barry (1997). 《Paul McCartney: Many Years From Now》. New York, NY: Henry Holt and Company. ISBN 0-8050-5249-6.
- Miles, Barry (2001). 《The Beatles Diary Volume 1: The Beatles Years》. London: Omnibus Press. ISBN 0-7119-8308-9.
- O'Dell, Chris (2009). 《Miss O'Dell: My Hard Days and Long Nights with The Beatles, The Stones, Bob Dylan, Eric Clapton, and the Women They Loved》. New York, NY: Touchstone. ISBN 978-1-4165-9093-4.
- Poe, Randy (2008). 《Skydog: The Duane Allman Story》. Backbeat Books. ISBN 978-1-61713-487-6.
- Riley, Tim (2002). 《The Beatles: Album By Album, Song By Song, the Sixties and After》. Cambridge, MA: Da Capo Press. ISBN 0-306-81120-0.
- Riley, Tim (2011). 《Lennon: The Man, the Myth, the Music – The Definitive Life》. London: Random House. ISBN 978-0-7535-4020-6.
- Ryan, Kevin; Kehew, Brian (2006). 《Recording the Beatles: The Studio Equipment and Techniques Used To Create Their Classic Albums》. Houston, TX: Curvebender Publishing. ISBN 0-9785200-0-9.
- Schaffner, Nicholas (1978). 《The Beatles Forever》. New York, NY: McGraw-Hill. ISBN 0-07-055087-5.
- Schultheiss, Tom (1980). 《A Day in the Life: The Beatles Day-By-Day》. Ann Arbor, MC: Pierian Press. ISBN 0-87650-120-X.
- Sheff, David (2000). 《All We Are Saying: The Last Major Interview with John Lennon and Yoko Ono》. New York: St. Martin's Press. ISBN 0-312-25464-4.
- Sheffield, Norman J (2013). 《Life On Two Legs》. London: Trident Publishing. ISBN 0-9575133-0-5.
- Simpson, Paul (2004). 《The Rough Guide to Elvis》. London: Rough Guides. ISBN 1-84353-417-7.
- Sounes, Howard (2010). 《Fab: An Intimate Life of Paul McCartney》. London: HarperCollins. ISBN 978-0-00-723705-0.
- Spitz, Bob (2005). 《The Beatles: The Biography》. Boston: Little, Brown. ISBN 0-316-80352-9.
- Womack, Kenneth (2014). 《The Beatles Encyclopedia: Everything Fab Four》. Santa Barbara, CA: ABC-CLIO. ISBN 978-0-313-39171-2.
- 브라이언, 사우널 (2014). 《The Beatles in 100 Objects》 [비틀즈 100]. 아트북스. ISBN 978-89-6196-172-1. 2017년 4월 25일에 확인함.
- 비틀즈 (2010). 《The Beatles Anthology》 [비틀즈 앤솔로지]. 오픈하우스. ISBN 978-89-93824-44-5. 2016년 11월 23일에 원본 문서에서 보존된 문서. 2017년 4월 25일에 확인함.